# Mathieu Grosch
Mathieu Jean Hubert Grosch (* 14. September 1950 in Eupen) ist ein belgischer Politiker und Mitglied der deutschsprachigen Christlich Sozialen Partei (CSP). Zwischen 1994 und 2014 war er Mitglied des Europäischen Parlaments.

## Leben

### Ausbildung und Beruf
Grosch studierte Germanistik an der Universität Lüttich und schloss sein Studium 1973 mit dem Lizenziat ab. 1974 erhielt er seine Akkreditierung für Unterricht in der Oberstufe und war anschließend bis 1981 als Englisch- und Deutschlehrer tätig.
Von 1981 bis 1983 fungierte Grosch als Berater des damaligen Premierministers Wilfried Martens und wirkte von 1984 bis 1986 im Kabinett des Ministers der Deutschsprachigen Gemeinschaft (DG) Joseph Maraite. Zudem wurde Grosch 1986 zum Minister für soziale Angelegenheiten, Sport und Jugend in der Regierung der Deutschsprachigen Gemeinschaft ernannt und hatte dieses Amt bis 1990 inne.
Von 1991 bis Dezember 2012 war Grosch Bürgermeister der Gemeinde Kelmis.
Seit Juli 2014 bekleidet Grosch das Amt eines Europäischen Koordinators für den TEN-V-Kernnetzkorridor „Orient/Östliches Mittelmeer“ im Auftrag der Generaldirektion Mobilität und Verkehr der Europäischen Kommission.

### Parlamentarische Laufbahn
Von 1984 bis 1985 war er zudem Mitglied des Provinzialrats der Provinz Lüttich und anschließend von 1986 bis 1994 Mitglied des Rates der Deutschsprachigen Gemeinschaft, dessen Vorsitz er von 1990 bis 1994 innehatte. In seiner Funktion als Abgeordneter des Europäischen Parlamentes hatte er von 1994 bis 2014 im Parlament der Deutschsprachigen Gemeinschaft beratende Stimme. Von 1994 bis 1996 war Mathias Cormann, von 2013 bis 2020 Finanzminister Australiens, seit Juni 2021 der sechste Generalsekretär der Organisation für wirtschaftliche Zusammenarbeit und Entwicklung (OECD), Groschs Assistent.
1994 wurde Grosch als einziger Abgeordneter aus dem deutschsprachigen Wahlbezirk Belgiens in das Europäische Parlament gewählt und 1999, 2004 sowie 2009 für dieses Mandat wiedergewählt. 2009 brauchte seine Partei nur 32,2 Prozent dafür, während sie fünf Jahre vorher noch 42,4 Prozent erreichte. Er war Mitglied der Fraktion der Europäischen Volkspartei und Europäischer Demokraten, sowie des Ausschusses für Verkehr und Fremdenverkehr und der Delegation im Gemischten Parlamentarischen Ausschuss EU – Mexiko.
Als stellvertretendes Mitglied war Grosch auch im Ausschuss für Beschäftigung und soziale Angelegenheiten sowie in der Delegation für die Beziehungen zu Japan.

### Weitere Ämter
Er ist darüber hinaus Mitglied der Robert-Schuman-Stiftung und seit 1996 Mitglied im Verwaltungsrat des Flughafens Lüttich.

## Ehrungen
Für seine Verdienste wurde Grosch mehrfach ausgezeichnet. So erhielt er 1999 den Titel eines Kommandeurs des Leopoldsordens, 1999 die Verdienstmedaille der Euregio Maas-Rhein und 2004 wurde ihm das Bundesverdienstkreuz 1. Klasse der Bundesrepublik Deutschland verliehen.

## Familie
Grosch ist verheiratet und Vater von drei Kindern.